# Centromerita
Centromerita é um gênero de aranhas da família Linyphiidae descrito em 1912.